# Донеласко (Павија)
Донеласко је насеље у Италији у округу Павија, региону Ломбардија.
Према процени из 2011. у насељу је живело 81 становника. Насеље се налази на надморској висини од 271 м.